# Atheta
Atheta is een geslacht van kevers uit de familie van de kortschildkevers (Staphylinidae).

## Soorten
- Atheta (Actophylla) varendorffiana Bernhauer & Scheerpeltz, 1934 (in Scheerpeltz, 1934)
- Atheta admista (Casey, 1910)
- Atheta aemula (Erichson, 1839)
- Atheta alabama Klimaszewski and Peck, 1986
- Atheta alamedana Casey, 1910
- Atheta altaica Bernhauer, 1901
- Atheta amens Casey, 1911
- Atheta amicula (Stephens, 1832)
- Atheta annexa Casey, 1910
- Atheta astuta Casey, 1910
- Atheta atomica Casey, 1911
- Atheta audens Casey, 1911
- Atheta bakeri Bernhauer, 1909
- Atheta baringiana Bernhauer, 1907
- Atheta bidenticauda Bernhauer, 1907
- Atheta blatchleyi Bernhauer and Scheerpeltz, 1926
- Atheta brumalis Casey, 1910
- Atheta burwelli (Lohse in Lohse, Klimaszewski and Smetana, 1990)
- Atheta californica Bernhauer, 1907
- Atheta campbelli (Lohse in Lohse, Klimaszewski and Smetana, 1990)
- Atheta campbelliana (Lohse in Lohse, Klimaszewski and Smetana, 1990)
- Atheta caribou (Lohse in Lohse, Klimaszewski and Smetana, 1990)
- Atheta catula Casey, 1910
- Atheta centropunctata Bernhauer, 1909
- Atheta cheersae Klimaszewski,  in Klimaszewski and Winchester, 2002
- Atheta circulicollis Lohse,  in Lohse, Klimaszewski and Smetana, 1990
- Atheta claricella Casey, 1910
- Atheta clienta (Casey, 1911)
- Atheta concessa Casey, 1911
- Atheta cornelli Pace, 1997
- Atheta coruscula (Casey, 1910)
- Atheta crenulata Bernhauer, 1907
- Atheta crenuliventris Bernhauer, 1907
- Atheta cryptica (Lohse in Lohse, Klimaszewski and Smetana, 1990)
- Atheta cursor (Mäklin in Mannerheim, 1852)
- Atheta dadopora Thomson, 1867
- Atheta dama Casey, 1910
- Atheta delumbis Casey, 1911
- Atheta demissa (Notman, 1921)
- Atheta diffidens (Casey, 1910)
- Atheta discipula Casey, 1910
- Atheta disparilis (Casey, 1910)
- Atheta districta Casey, 1911
- Atheta enitescens Casey, 1910
- Atheta esmeraldae Casey, 1911
- Atheta fanatica Casey, 1910
- Atheta fascinans (Casey, 1911)
- Atheta fenyesi Bernhauer, 1907
- Atheta festinans (Erichson, 1839)
- Atheta ficta Casey, 1910
- Atheta finita Moore and Legner, 1975
- Atheta flaviventris (Casey, 1911)
- Atheta formalis (Casey, 1911)
- Atheta freta Casey, 1910
- Atheta frosti Bernhauer, 1909
- Atheta fulgens Bernhauer, 1907
- Atheta fulgida Bernhauer, 1907
- Atheta fulviceps Notman, 1920
- Atheta graminicola (Gravenhorst, 1806)
- Atheta hampshirensis Bernhauer, 1909
- Atheta hesperica (Casey, 1910)
- Atheta hilaris Fenyes, 1909
- Atheta holmbergi Bernhauer, 1907
- Atheta houstoni Casey, 1910
- Atheta immunis (Casey, 1910)
- Atheta impressipennis Bernhauer, 1909
- Atheta inanis (Casey, 1910)
- Atheta insolida (Casey, 1910)
- Atheta intecta (Casey, 1910)
- Atheta invenusta (Casey, 1910)
- Atheta irrita Casey, 1911
- Atheta irrupta (Casey, 1910)
- Atheta kansana Casey, 1911
- Atheta keeni Casey, 1910
- Atheta klagesi Bernhauer, 1909
- Atheta laetula Fenyes, 1909
- Atheta lagunae (Lohse in Lohse, Klimaszewski and Smetana, 1990)
- Atheta limulina Casey, 1911
- Atheta lippa (Casey, 1911)
- Atheta longiclava (Casey, 1910)
- Atheta longicornis (Gravenhorst, 1802)
- Atheta lucana (Casey, 1910)
- Atheta lucifuga Klimaszewski and Peck, 1986
- Atheta luctifera Bernhauer, 1906
- Atheta lymphatica Casey, 1911
- Atheta marcescens Casey, 1911
- Atheta marinica Casey, 1910
- Atheta martini Lohse in Lohse, Klimaszewski and Smetana, 1990
- Atheta metlakatlana Bernhauer, 1909
- Atheta militaris Bernhauer, 1909
- Atheta mina (Casey, 1910)
- Atheta modesta (Melsheimer, 1844)
- Atheta nacta Casey, 1911
- Atheta nanella (Casey, 1906)
  - = Silusida nanella Casey, 1906
  - = Sableta (Canastota) beatula (Casey, 1910)
- Atheta nearctica (Lohse in Lohse, Klimaszewski and Smetana, 1990)
- Atheta neomexicana Fenyes, 1909
- Atheta nescia (Casey, 1910)
- Atheta nigrita Fenyes, 1909
- Atheta novaescotiae Klimaszewski & Majka, 2006 (in Klimaszewski et al., 2006)
- Atheta nugator Casey, 1911
- Atheta obsequens Casey, 1911
- Atheta occidentalis Bernhauer, 1906
- Atheta ordinata Casey, 1910
- Atheta oregonensis Bernhauer, 1909
- Atheta pacifica (Casey, 1910)
- Atheta paganella Casey, 1910
- Atheta particula (Casey, 1910)
- Atheta parvipennis Bernhauer, 1907
- Atheta pavidula Casey, 1911
- Atheta pedicularis (Melsheimer, 1844)
- Atheta pennsylvanica Bernhauer, 1907
- Atheta perpera Casey, 1910
- Atheta personata (Casey, 1910)
- Atheta perversa Casey, 1910
- Atheta picipennis (Mannerheim, 1843)
- Atheta pimalis (Casey, 1910)
- Atheta praesaga (Casey, 1910)
- Atheta pratensis (Mäklin in Mannerheim, 1852)
- Atheta promota Casey, 1910
- Atheta properans Casey, 1910
- Atheta prudhoensis (Lohse in Lohse, Klimaszewski and Smetana, 1990)
- Atheta pseudoatomaria Bernhauer, 1909
- Atheta pseudovilis Bernhauer, 1907
- Atheta pugnans Fenyes, 1920
- Atheta quaesita (Casey, 1910)
- Atheta reformata Casey, 1911
- Atheta regenerans Casey, 1911
- Atheta regissalmonis (Lohse in Lohse, Klimaszewski and Smetana, 1990)
- Atheta relicta Casey, 1911
- Atheta remissa (Casey, 1910)
- Atheta remulsa Casey, 1910
- Atheta reposita Casey, 1910
- Atheta restricta Casey, 1911
- Atheta reticula Casey, 1910
- Atheta ringi Klimaszewski in Klimaszewski and Winchester, 2002
- Atheta rurigena Casey, 1911
- Atheta sana Casey, 1910
- Atheta sitiens (Casey, 1910)
- Atheta smetanai (Lohse in Lohse, Klimaszewski and Smetana, 1990)
- Atheta sparreschneideri Munster, 1922
- Atheta sparsepunctata Bernhauer, 1907
- Atheta stercoris Fenyes, 1920
- Atheta stoica Casey, 1911
- Atheta strigosula Casey, 1910
- Atheta sublucens Bernhauer, 1909
- Atheta surgens (Casey, 1910)
- Atheta temporalis Casey, 1910
- Atheta tepida (Casey, 1910)
- Atheta texana Casey, 1910
- Atheta tractabilis Casey, 1910
- Atheta troglophila Klimaszewski and Peck, 1986
- Atheta truncativentris Bernhauer, 1907
- Atheta tubericauda Bernhauer, 1909
- Atheta turpicola (Casey, 1910)
- Atheta umbonalis Casey, 1910
- Atheta unica (Casey, 1910)
- Atheta unigena Casey, 1910
- Atheta vacans (Casey, 1910)
- Atheta ventricosa Bernhauer, 1907
- Atheta weedi Casey, 1910
- Atheta wrangeli (Casey, 1910)
- Ondergeslacht Acromyrmecoxene Scheerpeltz, 1976
  - Atheta (Acromyrmecoxene) acromyrmecicola Scheerpeltz, 1976
- Ondergeslacht Alaobia Thomson, 1858
  - Atheta (Alaobia) ventricosa Bernhauer, 1907[1]
    - = Sableta (Canastota) phrenetica Casey, 1910
- Ondergeslacht Badura Mulsant & Rey, 1873
  - Atheta (Badura) ririkoae Sawada, 1989
  - Atheta (Badura) tokiokai Sawada, 1971
- Ondergeslacht Bessobia Thomson, 1858[2]
  - = Thrichiota Mulsant & Rey, 1873
  - Atheta (Bessobia) bashkirica Paśnik, 1999[3]
  - Atheta (Bessobia) bidiscofora Pace, 1984[4]
  - Atheta (Bessobia) wutaishanensis Pace, 1998[5]
  - Atheta (Bessobia) peranomala Pace, 1998[5]
  - Atheta (Bessobia) pergranulosa Pace, 1998[5]
  - Atheta (Bessobia) gentilior Pace, 1998[5]
  - Atheta (Bessobia) basigaster Pace, 1991
  - Atheta (Bessobia) circumgranata Benick, 1978
  - Atheta (Bessobia) cryptica
  - Atheta (Bessobia) erichsoni Bernhauer, 1907
  - Atheta (Bessobia) excellens
  - Atheta (Bessobia) extabescens Pace, 2011
  - Atheta (Bessobia) foedemarginata Pace, 2011
  - Atheta (Bessobia) forcipis Pace, 2011
  - Atheta (Bessobia) gillii Scheerpeltz, 1960
  - Atheta (Bessobia) kifaruensis Pace, 1986
  - Atheta (Bessobia) kochi Roubal
  - Atheta (Bessobia) lindbergiana
  - Atheta (Bessobia) lineatocaudata
  - Atheta (Bessobia) lineatocaudata Scheerpeltz, 1960
  - Atheta (Bessobia) luojimontis Pace, 2011
  - Atheta (Bessobia) mimosibirica Pace, 2011
  - Atheta (Bessobia) monticola
  - Atheta (Bessobia) occulta (Erichson, 1837)
  - Atheta (Bessobia) optiva Pace, 1991
  - Atheta (Bessobia) ruinarum Pace, 1986
  - Atheta (Bessobia) serricauda Eppelsheim
  - Atheta (Bessobia) sinonigra Pace, 2011
  - Atheta (Bessobia) sinopusilla Pace, 2011
  - Atheta (Bessobia) smetanaorum Pace, 1991
  - Atheta (Bessobia) spatula (Fauvel, 1875)
  - Atheta (Bessobia) wallisi Benick, 1975
  - Atheta (Bessobia) (Homalota) armeniaca
  - Atheta (Bessobia) callicerina
- Ondergeslacht Datomicra Mulsant & Rey, 1873
  - = Datostiba Yosii & Sawada, 1976
  - = Hilarina Casey, 1910
  - = Micromota Casey, 1910
  - = Monadia Casey, 1910
  - = Oligomia Casey, 1910
  - = Taxicerella Casey, 1910
  - Atheta (Datomicra) acadiensis Klimaszewski & Majka, 2007
- Ondergeslacht Sipalatheta Pace, 1993
  - Atheta (Sipalatheta) algarum Pace, 1999

### Synoniemen
- Atheta aspericauda Bernhauer, 1907
- Atheta aperta Casey, 1910
- Atheta vancouveri Klimaszewski in Klimaszewski and Winchester, 2002